# Thomas M. Liggett
Thomas Milton Liggett (* 29. März 1944 in Danville (Kentucky); † 12. Mai 2020) war ein US-amerikanischer Mathematiker. Er befasste sich mit Wahrscheinlichkeitstheorie und speziell mit wechselwirkenden Teilchensystemen (Interacting Particle Systems), ein Gebiet, auf dem er Pionierarbeit leistete.
Liggett, dessen Eltern Missionare in Lateinamerika waren, wuchs in Buenos Aires und San Juan (Puerto Rico) auf. Er studierte am Oberlin College (Bachelor 1965) und an der Stanford University, an der er 1966 seinen Master-Abschluss machte (unter anderem hörte er Vorlesungen von Kai Lai Chung) und 1969 bei Samuel Karlin promoviert wurde (Weak convergence of conditioned sums of independent random vectors). 1969 wurde er Assistant Professor und 1976 Professor an der University of California, Los Angeles (UCLA).
1973 war er Sloan Research Fellow und 1997/98 Guggenheim Fellow. Von 1985 bis 1987 war er Herausgeber der Annals of Probability. 2008 wurde er Mitglied der National Academy of Sciences, 2012 der American Academy of Arts and Sciences. 1996 war er Wald Lecturer des Institute of Mathematical Statistics.
1986 war er Invited Speaker auf dem Internationalen Mathematikerkongress in Berkeley (Spatial stochastic growth models - survival and critical behavior). Er war Fellow der American Mathematical Society.

## Schriften
- Interacting Particle Systems, Grundlehren der mathematischen Wissenschaften, Springer Verlag 1985
- Stochastic Interacting Systems: Contact, Voter and Exclusion Processes, Springer Verlag 1999
- Continuous time Markov Processes: An Introduction, American Mathematical Society 2010